# العلاقات السنغالية الباهاماسية
العلاقات السنغالية الباهاماسية هي العلاقات الثنائية التي تجمع بين السنغال وباهاماس.

## مقارنة بين البلدين
هذه مقارنة عامة ومرجعية للدولتين:
| وجه المقارنة                                              | السنغال                                              | باهاماس      |
| --------------------------------------------------------- | ---------------------------------------------------- | ------------ |
| المساحة (كم2)                                             | 196.72 ألف                                           | 13.88 ألف    |
| عدد السكان (نسمة)                                         | 15.85 مليون                                          | 395.36 ألف   |
| الكثافة السكانية (ن./كم²)                                 | 80.57                                                | 28.48        |
| العاصمة                                                   | داكار                                                | ناساو        |
| اللغة الرسمية                                             | لغة فرنسية، اللغة الولوفية، باديارا ‏، اللغة البلنتية | لغة إنجليزية |
| العملة                                                    | فرنك غرب أفريقي                                      | دولار بهامي  |
| الناتج المحلي الإجمالي (بليون دولار)                      | 16.37 مليار                                          | 12.16 مليار  |
| الناتج المحلي الإجمالي (تعادل القوة الشرائية) بليون دولار | 36.62 مليار                                          | 8.92 مليار   |
| الناتج المحلي الإجمالي الاسمي للفرد دولار أمريكي          | 899                                                  | 22.82 ألف    |
| الناتج المحلي الإجمالي للفرد دولار أمريكي                 | 2.33 ألف                                             |              |
| مؤشر التنمية البشرية                                      | 0.466                                                | 0.790        |
| رمز المكالمات الدولي                                      | +221                                                 | +1242        |
| رمز الإنترنت                                              | .sn                                                  | .bs          |
| المنطقة الزمنية                                           | 00                                                   | 00           |

## منظمات دولية مشتركة
يشترك البلدان في عضوية مجموعة من المنظمات الدولية، منها:
| علم المنظمة | اسم المنظمة                                 | تاريخ انضمام السنغال | تاريخ انضمام باهاماس |
| ----------- | ------------------------------------------- | -------------------- | -------------------- |
|             | مؤسسة التنمية الدولية                       | 31 أغسطس 1962        | 23 يونيو 2008        |
|             | يونسكو                                      | 10 نوفمبر 1960       | 23 أبريل 1981        |
|             | وكالة ضمان الاستثمار متعدد الأطراف          | 12 أبريل 1988        | 4 أكتوبر 1994        |
|             | الأمم المتحدة                               | 28 سبتمبر 1960       | 18 سبتمبر 1973       |
|             | مجموعة دول أفريقيا والكاريبي والمحيط الهادئ | ?                    | ?                    |
|             | الفريق المعني برصد الأرض                    | ?                    | ?                    |
|             | الاتحاد البريدي العالمي                     | ?                    | ?                    |
|             | البنك الدولي للإنشاء والتعمير               | 31 أغسطس 1962        | 21 أغسطس 1973        |
|             | الاتحاد الدولي للاتصالات                    | 15 نوفمبر 1960       | 19 أغسطس 1974        |
|             | منظمة حظر الأسلحة الكيميائية                | ?                    | ?                    |
|             | مؤسسة التمويل الدولية                       | 31 أغسطس 1962        | 8 ديسمبر 1986        |
|             | المركز الدولي لتسوية المنازعات الاستشارية   | 21 مايو 1967         | 18 نوفمبر 1995       |
|             | منظمة الشرطة الجنائية الدولية               | ?                    | ?                    |

## وصلات خارجية
- موقع وزارة الخارجية السنغالية